# Xã Hoff, Quận Pope, Minnesota
Xã Hoff (tiếng Anh: Hoff Township) là một xã thuộc quận Pope, tiểu bang Minnesota, Hoa Kỳ. Năm 2010, dân số của xã này là 152 người.